# اسکنبیل لاری
اسکنبیل لاری، اسکنبیل هرمزی (نام علمی: Calligonum laristanicum) نام یک گونه از سرده اسکنبیل است. این سرده در ایران ۱۲ گونه گیاه درختچه ای بیابانی دارد.